# Golar Winter
Golar Winter — плавуча установка з регазифікації та зберігання зрідженого природного газу (Floating storage and regasification unit, FSRU), створена для норвезької компанії Golar.

## Загальна інформація
Станом на кінець 2010-х років Golar стала другою в світі (після Excelerate Energy зі штаб-квартирою в Техасі) за розмірами свого флоту FSRU, при цьому Golar Winter було її другим судном такого типу.
Golar Winter спорудили в 2004 році на південнокорейській верфі компанії Daewoo Shipbuilding&Marine Engineering у Кодже як танкер для перевезення зрідженого природного газу. Втім, вже у 2006-му власник замовив переобладнання у FSRU, яке провели на сінгапурській верфі Keppel shipyard в період з вересня 2008-го по травень 2009-го.
Розміщена на борту регазифікаційна установка має продуктивність 5,1 млрд м3 на рік, а зберігання ЗПГ відбувається у резервуарах загальним об’ємом 138 000 м3. За необхідності, судно може використовуватись як звичайний ЗПГ-танкер.

## Служба судна
Переобладнання судна у плавучу установку велось з огляду на контракт із бразильською компанією Petrobras, яка вирішила облаштувати плавучий регазифікаційний термінал в затоці Гуанабара поблизу Ріо-де-Жанейро. У травні 2009-го Golar Winter полишила Сінгапур, прийняла по дорозі партію ЗПГ на острові Тринідад та у липні прибула до Гуанабари, де передала вантаж на плавучу установку Golar Spirit. Остання тимчасово обслуговувала одразу два бразильські термінали і після прибуття Golar Winter повернулась на свій основний термінал у Печемі. В наступні кілька років Golar Winter працювала у Гуанабарі, хоча й могла полишати цей район (наприклад, відомо про візит судна у 2010-му до Печему, де воно знову провело певні операції разом з Golar Spirit).
В 2012-му бразильці вирішили підсилити можливості терміналу Гуанабарі та замовили для нього більш потужну установку у компанії Excelerate Energy. Після того як у грудні 2012-го сюди прибула FSRU Exquisite, Golar Winter відправили на дообладнання, а у жовтні 2013-го судно стало до роботи на новому бразильському терміналі Байя-Тодуз-ус-Сантус (штат Баїя). Первісний 10-річний контракт був при цьому подовжений на 5 років по 2024-й. Хоча Golar Winter була основним судном для терміналу в Баїї, проте вона так само могла періодично полишати його. Так, на осінь 2017-го був запланований доковий ремонт, на час якого підмінити Golar Winter мала FSRU Experience.
У лютому 2019-го провели рокіровку двох установок – Golar Winter та Experience – між терміналами в Баїї та Печемі. Станом на осінь 2020-го Golar Winter продовжувала роботу в Печемі.